# Happy!/森を抜けて
「Happy!/森を抜けて」（ハッピー/もりをぬけて）は、2021年9月14日に発売された氷川きよしの38枚目のシングル。

## 解説
C/W曲が異なるA〜Fタイプがリリースされた。
「Happy!」は、映画『老後の資金がありません!』の主題歌。

## 収録曲

### Aタイプ
出典→
1. Happy! [04:03]
作詞：杉井邦彦
作曲・編曲：野中“まさ”雄一
2. 森を抜けて [04:52]
作詞：林真理子
作曲・編曲：森大輔
3. WALK [03:47]
作詞：kii
作曲：木根尚登
編曲：野中"まさ"雄一
4. Happy!（オリジナル・カラオケ） [04:04]
5. 森を抜けて（オリジナル・カラオケ） [04:52]
6. WALK（オリジナル・カラオケ） [03:47]
7. Happy!（半音下げオリジナル・カラオケ） [04:04]
8. 森を抜けて（半音下げオリジナル・カラオケ） [04:52]
9. WALK（半音下げオリジナル・カラオケ） [03:45]

### Bタイプ
出典→
1. Happy! [04:03]
2. 森を抜けて [04:52]
3. 僕と私の1ページ [03:32]
作詞：仲智唯
作曲・編曲：野中"まさ"雄一
4. Happy!（オリジナル・カラオケ） [04:04]
5. 森を抜けて（オリジナル・カラオケ） [04:52]
6. 僕と私の1ページ（オリジナル・カラオケ） [03:32]
7. Happy!（半音下げオリジナル・カラオケ） [04:04]
8. 森を抜けて（半音下げオリジナル・カラオケ） [04:52]
9. 僕と私の1ページ（半音下げオリジナル・カラオケ） [03:30]

### Cタイプ
出典→
1. Happy! [04:03]
2. 森を抜けて [04:52]
3. 恋はBUN BUN [04:07]
作詞：かず翼
作曲：岩崎貴文
編曲：梅堀淳
4. Happy!（オリジナル・カラオケ） [04:04]
5. 森を抜けて（オリジナル・カラオケ） [04:52]
6. 恋はBUN BUN（オリジナル・カラオケ） [04:07]
7. Happy!（半音下げオリジナル・カラオケ） [04:04]
8. 森を抜けて（半音下げオリジナル・カラオケ） [04:52]
9. 恋はBUN BUN（半音下げオリジナル・カラオケ） [04:05]

### Dタイプ
出典→
1. Happy! [04:03]
2. 森を抜けて [04:52]
3. It's a merry Christmas! [04:06]
作詞・作曲：中西圭三
編曲：小西貴雄
4. Happy!（オリジナル・カラオケ） [04:04]
5. 森を抜けて（オリジナル・カラオケ） [04:52]
6. It's a merry Christmas!（オリジナル・カラオケ） [04:06]
7. Happy!（半音下げオリジナル・カラオケ） [04:04]
8. 森を抜けて（半音下げオリジナル・カラオケ） [04:52]
9. It's a merry Christmas!（半音下げオリジナル・カラオケ） [04:03]

### Eタイプ
出典→
1. Happy! [04:03]
2. 森を抜けて [04:52]
3. Very Merry Xmas [03:33]
作詞・作曲：河口京吾
編曲：清野雄翔・倉品翔
4. Happy!（オリジナル・カラオケ） [04:04]
5. 森を抜けて（オリジナル・カラオケ） [04:52]
6. Very Merry Xmas（オリジナル・カラオケ） [03:33]
7. Happy!（半音下げオリジナル・カラオケ） [04:04]
8. 森を抜けて（半音下げオリジナル・カラオケ） [04:52]
9. Very Merry Xmas（半音下げオリジナル・カラオケ） [03:31]

### Fタイプ
出典→
1. Happy! [04:03]
2. 森を抜けて [04:52]
3. だからあなたも生きぬいて [05:05]
作詞：水樹恵也
作曲：妹尾ゆかり
編曲：鈴木豪
4. Happy!（オリジナル・カラオケ） [04:04]
5. 森を抜けて（オリジナル・カラオケ） [04:52]
6. だからあなたも生きぬいて（オリジナル・カラオケ） [05:05]
7. Happy!（半音下げオリジナル・カラオケ） [04:04]
8. 森を抜けて（半音下げオリジナル・カラオケ） [04:52]
9. だからあなたも生きぬいて（半音下げオリジナル・カラオケ） [05:03]